# Departamento del Ruhr
El departamento del Ruhr fue un antiguo departamento francés. Su nombre se deriva del río Ruhr.